# Mošćenička Draga
Pour les articles homonymes, voir Draga.
Mošćenička Draga est un village et une municipalité située dans le comitat de Primorje-Gorski Kotar, en Croatie. Au recensement de 2001, la municipalité comptait 1 641 habitants, dont 91,53 % de Croates et le village seul comptait 439 habitants.

## Localités
La municipalité de Mošćenička Draga compte 15 localités :
| - Brseč - Donje Selo - Donji Kraj - Golovik - Grabrova - Kalac - Martina - Mošćenice | - Mošćenička Draga - Obrš - Sučići - Sveta Jelena - Sveti Anton - Sveti Petar - Zagore |